# Оро (божество)
Оро — бог войны в полинезийской мифологии.
Согласно мифам, был одним из сыновей Тангароа, жил на острове Бора-Бора. Культ Оро возник относительно поздно, и его широкое распространение связывают преимущественно с деятельностью тайного общества ариои. На островах Общества он вытеснил более древний культ бога войны Роа. Это объясняется легендой о любви между Оро и человеческой женщиной Вайрамати. Дети от их брака считались основателями нескольких правящих династий местных вождей. Таким образом, через Оро устанавливалась родовая связь с самим Тангароа.
Главные центры почитания Оро находились на островах Таити и Раиатеа. На Маркизских островах имел имя Маха. Символами божества были радуга, красный и жёлтый цвета.